# SN 2009ki
SN 2009ki – supernowa odkryta 14 czerwca 2009 roku w galaktyce A161408+5541. W momencie odkrycia miała maksymalną jasność 21,00m.